# Персийски залив
Персийски залив (на персийски: خليج فارس; на арабски: الخليج الفارسی) е голям залив в северозападната част на Индийския океан, край бреговете на Западна Азия. На югоизток, юг и югозапад е ограничен от бреговете на Арабския полуостров, а на север – от бреговете на континента. На изток чрез Ормузкия проток и Оманския залив се свързва с Арабско море. Край бреговете му са разположени държавите Бахрейн, Ирак, Иран, Катар, Кувейт, ОАЕ, Оман и Саудитска Арабия.

## Географска характеристика
Дължината на Персийския залив от северозапад на югоизток е 926 km, ширина от 180 до 320 km, площ 239 хил. km².Преобладаващите дълбочини са под 50 m, максимална 102 m. Край бреговете му има множество малки острови, а в южните му части много коралови рифове, в които се извършва лов на бисерни миди. Най-големите острови са Кешм, Бахрейн, Бубиян. В северозападната му част се влива река Шат-ел-Араб (на арабски: Велика арабска река), в която се събират реките Тигър и Ефрат. От север, от Иран се вливат реките: Зохре, Хеле, Манд, Мехран и др. По своя хидроложки режим Персийския залив се явява средиземно море. Температурата на водата през август достига 30 – 33°С, през февруари 15 – 21°С. Соленост до 40‰, близо до устието на Шат ал-Араб – 30‰. Теченията образуват кръговрат обратен на часовниковата стрелка. Регионът на Персийския залив е характерен с огромните залежи на нефт и природен газ. Главните пристанища са: Абадан, Бендер Шахпур, Бендер Махшехр, Харк (Иран); Басра, Фао (Ирак); Кувейт (Кувейт); Дамам, Рас Танура (Саудитска Арабия); Манама (Бахрейн); Ум Саид (Катар); Абу Даби (ОАЕ).

## Политико-историческа справка
Петте арабски страни, най-често асоциирани с понятието „страните от Залива“ са: Кувейт, Бахрейн, Катар, Оман и ОАЕ (Обединените арабски емирства). Ирак, Саудитска Арабия и Иран също споделят част от крайбрежието и историята на Арабския (Персийския) залив. Измежду гореспоменатите страни, Оман има най-специфична история и култура, което я отличава в това отношение от другите държави. Тя също е и страната с най-малко крайбрежие, тъй като по-голямата част от Оман граничи с Оманския залив и Арабско море. Главният елемент, който обединява тези държави е историята на региона. Още от древни времена Заливът е бил важен морски път, който играе важна роля при запознаването на неговите обитателите с другите народи и цивилизации. Тогава те създали търговски връзки с Индия, а през Средновековието постигнали същото и с Китай. В периода след това били привлечени и европейските търговци, които плавали през Индийския океан и около югоизточна Азия. През XX век, откриването на огромни залежи петрол още веднъж превръща региона в кръстопът на модерния свят. Други много важни фактори, който силно сближават тези страни са религията, езикът и социалният ред. Официален език е арабският, а официалната и най-разпространена религия в региона е ислямът. Населението е съставено предимно от араби, като повечето от тях (с изключение на Оман и Бахрейн) следват сунитското направление в исляма. Поради факта, че това са предимно народи, живели в древността като племена, племенните връзки до една или друга степен са запазени и до днес. Това обяснява наличието на семейни връзки в политическите и икономически дейности. Всички държави в региона на Залива са с монархически модели на управление. Дори и някои от тях да имат демократични черти като избрана от народа законодателна власт Маджлис ал-умма – Националното събрание на Кувейт или Консултативния съвет в Катар, изпълнителната и законодателната власт са в ръцете на наследствените монарси във всяка от държавите на региона. Държавният глава (емирът или султанът) е този, който назначава министрите и може по своя преценка да ги замени.